# János Kuszmann
János Kuszmann, noto in Spagna come José ed in America come Joe Erwin Kuzman (Budapest, 3 dicembre 1938 – Budapest, 20 giugno 2001), è stato un calciatore ungherese naturalizzato spagnolo.

## Carriera
Kuszmann iniziò la carriera nel Vörös Lobogó. Lasciata la patria, nel 1958 si trasferì agli austriaci del Wiener SK per sfuggire all'invasione sovietica dell'Ungheria, e con cui vinse la Staatsliga A 1957-1958.
Terminata l'esperienza viennese, sempre nel 1958, si accasò al Real Betis, società spagnola. Con i betici esordì nell'amichevole svoltasi il primo maggio 1958 contro l'Algeciras, segnando due reti. L'esordio in una partita ufficiale è stato nella prima partita di campionato il 14 settembre seguente contro il Granada, incontro nel quale Kuszmann segnò due reti.
Quando Ferdinand Daučík si sedette sulla panchina dei betici Kuszmann, che sino ad allora aveva giocato come attaccante, iniziò ad essere impiegato anche a centrocampo ed in difesa.
Nei sei anni di militanza, ottenne come miglior piazzamento il terzo posto nella Primera División 1963-1964. 
Nell'agosto 1963 vestì la maglia degli italiani della Lazio in occasione del Trofeo di Santander, torneo amichevole organizzato dal Racing Santander per il suo cinquantenario e vinto proprio dagli spagnoli, davanti ai romani ed allo Sporting Lisbona.
Nel febbraio 1964 passa all'Espanyol, società con cui ottiene la salvezza al termine dei play-off nella Primera División 1963-1964. La stagione seguente invece ottenne l'undicesimo posto.
Nel marzo 1966 passa al Plus Ultra, in terza serie iberica.
Nel 1966 lascia la Spagna per andare a giocare in Turchia, al Beşiktaş. Con i turchi Kuszmann vince la Türkiye 1.Lig 1966-1967 e la Cumhurbaşkanlığı Kupası 1967.
Nell'estate 1967 si trasferisce negli Stati Uniti d'America per giocare con i Philadelphia Spartans, società militante in NPSL I. A stagione in corso passa ai Cleveland Stokers con cui ottiene il secondo posto della Eastern Division dell'United Soccer Association.
Nella stagione seguente passa ai Cleveland Stokers. Con gli Stokers, giungerà a disputare le semifinali per l'assegnazione del titolo americano, da cui sarà estromesso dai futuri campioni dell'Atlanta Chiefs.
Nel corso del 1968 ritorna a giocare in Turchia, nuovamente al Beşiktaş, con cui ottiene il terzo posto della Türkiye 1.Lig 1968-1969.
Nel 1969 passa al Boluspor, società militante nella cadetteria turca, con cui ottiene la promozione in massima serie.
Kuszmann andrà a chiudere la carriera agonistica nei greci del Panachaïkī, militante nelle serie inferiori elleniche.

## Palmarès
- Campionato austriaco: 1

Wiener SK: 1957-1958
- Campionato turco: 1

Beşiktaş: 1966-1967
- Supercoppa turca: 1

Beşiktaş: 1967